# كاميلي بوب
كاميلي بوب (بالإنجليزية: Camille Bob)‏ هو موسيقي ومغن مؤلف ومغني أمريكي، ولد في 7 نوفمبر 1937 في أرناودفيل في الولايات المتحدة، وتوفي في 6 يوليو 2015 في أوبلوساس في الولايات المتحدة بسبب سرطان.

## وصلات خارجية
- الموقع الرسمي
- كاميلي بوب على موقع ميوزك برينز (الإنجليزية)
- كاميلي بوب على موقع ديسكوغز (الإنجليزية)